# William Skylstad
William Stephen Skylstad (ur. 2 marca 1934 w Methow, Waszyngton) – amerykański duchowny katolicki, emerytowany biskup Spokane.
Najstarszy z szóstki dzieci norweskiego imigranta. Ojciec był luteraninem, a matka gorliwą katoliczką z Minnesoty. Opuścił rodzinny dom w wieku 14 lat by rozpocząć przygotowania do kapłaństwa. Ukończył seminarium w Columbus w Ohio. Święcenia kapłańskie otrzymał 21 maja 1960 i rozpoczął pracę duszpasterską w rodzinnej diecezji Spokane. Służył m.in. jako dyrektor niższego seminarium. W latach 1976–1977 kanclerz diecezji Spokane.
22 lutego 1977 otrzymał nominację na biskupa sąsiedniej diecezji Yakima. Sakry udzielił mu ówczesny metropolita Seattle Raymond Hunthausen. W dniu 17 kwietnia 1990 powrócił do swej rodzinnej diecezji jako ordynariusz po nagłym ustąpieniu poprzednika w atmosferze skandalu (prowadził samochód pod wpływem alkoholu). W latach 2004–2007 był przewodniczącym episkopatu USA. Na emeryturę przeszedł 30 czerwca 2010. 24 stycznia 2011 został wyznaczony na administratora apostolskiego wakującej diecezji Baker. Funkcję tę sprawował do 8 marca 2012, kiedy to wyznaczony został nowy ordynariusz Liam Cary.